# جزيرة كاي الكبرى

جزيرة كاي الكبرى (Kai Besar) تقع شرق مجموعة جزر كاي

جزيرة كاي الكبرى هي جزء من مجموعة جزر كاي في جزر الملوك بإندونيسيا. مساحتها 550 كم². الجزيرة الرئيسية الأخرى في المجموعة هو جزيرة كاي الصغرى.
ويسمى الطرف الشمالي بتانجونج بورانغ، والطرف الجنوبي يسمى بتانجونج ويدوار.